# Afstemning
 Denne artikel omhandler valgprocedure. Opslagsordet har også en anden betydning, se afstemning (regnskab).
En afstemning er en demokratisk måde at se hvad flertallet ønsker eller mener. På internettet bruges ofte den engelske betegnelse poll, selv på visse danske sider.
De stemmeberettigede indkaldes til at afgive deres stemme, enten som afslutning på en debat, eller ud fra en eller flere tekster der er udleveret om det konkrete spørgsmål.
Ved mange mindre spørgsmål stemmes ved håndsoprækning, hvor der på skift spørges til hvem der er for og hvem der er imod. Ved relevant svar rækker man sin hånd eller en vedtaget genstand op over øjenhøjde, så optællerne tydeligt kan tælle markeringerne.
I større forsamlinger eller spørgsmål om ømtålelige emner foretages som regel skriftlig afstemning. Ofte er det samtidig en hemmelig afstemning; det vil sige at man afgiver svaret uden at andre ser hvad man svarer. Denne stemmeform er mest kendt i Danmark ved kommunal- og folketingsvalg. Ved at lave hemmelig afstemning sikrer man også at folk ikke trues til at stemme på en bestemt holdning eller en bestemt person.
Når alle har haft mulighed for at stemme, tælles stemmesedlerne op. Her sorteres de i bunker efter hvilket svar der er givet, og de enkelte bunker tælles. Dette betyder at den skriftlige afstemning er mere langsommelig, men også mere sikker i resultatet, idet der ikke er risiko for at man måske har talt en hånd med, der egentlig ikke var en markering.